# Брикарело (Асти)
Брикарело је насеље у Италији у округу Асти, региону Пијемонт.
Према процени из 2011. у насељу је живело 68 становника. Насеље се налази на надморској висини од 248 м.